# Златий Реп
Златий Реп (словен. Zlati Rep) — поселення в общині Рибниця, регіон Південно-Східна Словенія, Словенія.